# 펠릭스 은메차
펠릭스 칼루 은메차(독일어: Felix Kalu Nmecha, 2000년 10월 10일 ~ )는 독일의 축구 선수이다. 그의 포지션은 미드필더로, 현재 분데스리가의 보루시아 도르트문트에서 활약하고 있다.

## 클럽 경력
은메차는 1-0으로 이긴 버턴 앨비언과의 EFL컵 준결승 2차전에서 67분에 올렉산드르 진첸코와 교체 투입되어 맨체스터 시티 소속으로 데뷔전을 치렀다. 2019년 3월 19일, 은메차는 미들즈브러 U-18과의 프리미어리그컵 U-18 결승전에서 결승골을 넣어 우승에 기여했다. 2020년 11월 3일, 은메차는 3-0으로 이긴 올림피아코스와의 UEFA 챔피언스리그 조별 리그 홈경기에서 케빈 더 브라위너와 교체 투입되어 유럽대항전 데뷔전을 치렀으며 주앙 칸셀루의 쐐기골을 도왔다. 은메차는 2021년 6월 30일부로 계약이 만료되어 맨체스터 시티에서 방출되었다.
은메차는 그의 형 루카스가 볼프스부르크로 이적한 후 VfL 볼프스부르크에 입단해 형과 다시 한 번 한솥밥을 먹게 되었다.

## 국가대표팀 경력
은메차는 독일과 잉글랜드 청소년 축구 국가대표팀 일원으로 활약하였다.
2023년 3월 17일, 그는 페루와 벨기에와의 친선 경기를 앞두고 독일 성인 국가대표팀에 처음으로 차출되었다.

## 사생활
은메차는 팀 동료인 루카스 은메차의 동생이다. 둘 다 독일에서 나이지리아인 아버지와 독일인 어머니 사이에서 태어났으며, 어린 나이에 잉글랜드로 이주했다.